# Mercedes 12/16 PS
La 12/16 PS (vedi foto) è un'autovettura prodotta tra il 1902 al 1903 dalla Casa automobilistica tedesca Daimler Motoren Gesellschaft per il suo neonato marchio Mercedes.

## Profilo e caratteristiche
La 12/16 PS va ad occupare una fascia di mercato in precedenza trascurata dalla Daimler, poiché si inserisce nello spazio vuoto compreso tra la più economica 8/11 PS e la più esclusiva Simplex 18/22 PS. Sotto alcuni punti di vista la 12/16 PS si propone come erede delle versioni di punta della Riemenwagen, quelle con motore da 2.2 litri.

Come la 8/11 PS, prodotta nello stesso periodo, e come pure la precedente Phoenix-Wagen, la 12/16 PS nasce su un telaio in acciaio stampato, sul quale vengono fissate le sospensioni ad assale rigido ed i freni, che agiscono sull'albero di trasmissione.

Il "cuore" della 12/16 PS era un 4 cilindri in linea da 2860 cm³, alimentato a carburatore, dotato di distribuzione a valvole laterali ed in grado di raggiungere una potenza massima di 12 CV. Il cambio era a 4 marce e la frizione era a nastro.

Dopo l'uscita di produzione della 12/16 PS, avvenuta solo l'anno successivo, bisognerà attendere fino al 1905 per rivedere un'altra Mercedes di fascia analoga. In quell'anno, infatti, sarebbe stata lanciata la 15/20 PS.